# Luynes (Indre i Loira)
Luynes és un municipi francès, situat al departament de l'Indre i Loira i a la regió de Centre – Vall del Loira. L'any 2007 tenia 5.025 habitants.

## Demografia

### Població
El 2007 la població de fet de Luynes era de 5.025 persones. Hi havia 1.833 famílies, de les quals 445 eren unipersonals (175 homes vivint sols i 270 dones vivint soles), 555 parelles sense fills, 698 parelles amb fills i 135 famílies monoparentals amb fills.
La població ha evolucionat segons el següent gràfic:
Habitants censats

### Habitatges
El 2007 hi havia 1.996 habitatges, 1.856 eren l'habitatge principal de la família, 34 eren segones residències i 106 estaven desocupats. 1.684 eren cases i 307 eren apartaments. Dels 1.856 habitatges principals, 1.324 estaven ocupats pels seus propietaris, 497 estaven llogats i ocupats pels llogaters i 36 estaven cedits a títol gratuït; 31 tenien una cambra, 122 en tenien dues, 259 en tenien tres, 464 en tenien quatre i 981 en tenien cinc o més. 1.395 habitatges disposaven pel capbaix d'una plaça de pàrquing. A 770 habitatges hi havia un automòbil i a 947 n'hi havia dos o més.

### Piràmide de població
La piràmide de població per edats i sexe el 2009 era:
| Homes | Edats   | Dones |
| ----- | ------- | ----- |
| 4     | 95 o +  | 36    |
| 24    | 90 a 94 | 64    |
| 28    | 85 a 89 | 84    |
| 36    | 80 a 84 | 32    |
| 40    | 75 a 79 | 80    |
| 64    | 70 a 74 | 96    |
| 80    | 65 a 69 | 100   |
| 96    | 60 a 64 | 88    |
| 116   | 55 a 59 | 96    |
| 152   | 50 a 54 | 168   |
| 168   | 45 a 49 | 164   |
| 128   | 40 a 44 | 184   |
| 180   | 35 a 39 | 168   |
| 184   | 30 a 34 | 192   |
| 116   | 25 a 29 | 112   |
| 92    | 20 a 24 | 104   |
| 156   | 15 a 19 | 148   |
| 156   | 10 a 14 | 176   |
| 168   | 5 a 9   | 140   |
| 120   | 0 a 4   | 144   |

## Economia
El 2007 la població en edat de treballar era de 3.064 persones, 2.257 eren actives i 807 eren inactives. De les 2.257 persones actives 2.120 estaven ocupades (1.101 homes i 1.019 dones) i 136 estaven aturades (56 homes i 80 dones). De les 807 persones inactives 322 estaven jubilades, 305 estaven estudiant i 180 estaven classificades com a «altres inactius».

### Ingressos
El 2009 a Luynes hi havia 1.849 unitats fiscals que integraven 4.809,5 persones, la mediana anual d'ingressos fiscals per persona era de 20.712 €.

### Activitats econòmiques
Dels 165 establiments que hi havia el 2007, 1 era d'una empresa extractiva, 4 d'empreses alimentàries, 2 d'empreses de fabricació de material elèctric, 13 d'empreses de fabricació d'altres productes industrials, 28 d'empreses de construcció, 30 d'empreses de comerç i reparació d'automòbils, 6 d'empreses de transport, 10 d'empreses d'hostatgeria i restauració, 4 d'empreses d'informació i comunicació, 7 d'empreses financeres, 7 d'empreses immobiliàries, 27 d'empreses de serveis, 15 d'entitats de l'administració pública i 11 d'empreses classificades com a «altres activitats de serveis».
Dels 45 establiments de servei als particulars que hi havia el 2009, 1 era una oficina d'administració d'Hisenda pública, 1 gendarmeria, 1 oficina de correu, 2 oficines bancàries, 1 funerària, 3 tallers de reparació d'automòbils i de material agrícola, 5 paletes, 6 guixaires pintors, 1 fusteria, 11 lampisteries, 3 perruqueries, 3 restaurants, 3 agències immobiliàries, 2 tintoreries i 2 salons de bellesa.
Dels 12 establiments comercials que hi havia el 2009, 1 era un hipermercat, 1 un supermercat, 1 una botiga de més de 120 m², 2 fleques, 2 carnisseries, 1 una botiga d'electrodomèstics, 1 una botiga de mobles, 2 drogueries i 1 una joieria.
L'any 2000 a Luynes hi havia 32 explotacions agrícoles que ocupaven un total de 1.232 hectàrees.

## Equipaments sanitaris i escolars
El 2009 hi havia 1 hospital de tractaments de curta durada, 1 hospital de tractaments de mitja durada (seguiment i rehabilitació, 2 farmàcies i 1 ambulància.
El 2009 hi havia 2 escoles maternals i 2 escoles elementals. Luynes disposava d'un col·legi d'educació secundària amb 365 alumnes.

## Poblacions properes
El següent diagrama mostra les poblacions més properes.